# Bleibt alles anders
Bleibt alles anders ist das zehnte Studioalbum des deutschen Rockmusikers Herbert Grönemeyer. Es wurde am 17. April 1998 bei Grönland Records veröffentlicht.

## Hintergrund
Bleibt alles anders entstand zwischen November 1996 und März 1998, hauptsächlich in London. Es war das erste Album, das Herbert Grönemeyer mit seinem Produzenten Alex Silva produzierte. Das Album erschien sowohl als CD als auch als LP, wobei die ersten sechs Lieder auf der A-Seite und die anderen fünf auf der B-Seite zu finden sind. Am 21. September 2006 wurde das Album wiederveröffentlicht.
Grönemeyer war vor seinem Zusammentreffen mit Silva seit vier Jahren auf der Suche nach einem Programmierer. Als er Silva zu einem Treffen in die Hansa Studios einlud, war Bleibt alles anders laut Grönemeyer „mehr oder weniger fertig“. Doch nachdem er mit Silva das Lied Stand der Dinge gemacht hatte, sei Grönemeyer von der Zusammenarbeit mit Silva so begeistert gewesen, dass er bis auf einen Song die gesamte bisherige Version des Albums verwarf und die Arbeiten zusammen mit Silva von vorne begann.
Im Mai 1998 begann Grönemeyer eine Tournee zum Album, unterbrach diese allerdings, da im November sein Bruder Wilhelm und seine Ehefrau Anna starben. Im Frühjahr 1999 setzte er die Tournee fort, die bis September 2000 dauerte.
Grönemeyer selbst hält Bleibt alles anders für seine „komplexeste und traurigste Platte“. Bei den Titeln Nach mir und Stand der Dinge hat Grönemeyers damalige Ehefrau Anna Henkel die Songtexte mitgeschrieben. Der Titel Reines Herz soll laut Aussage von Grönemeyer das „zynische Machtdenken von Politikern“ behandeln.

## Titelliste
| #   | Titel                  | Länge |
| --- | ---------------------- | ----- |
| 1.  | Nach mir               | 3:59  |
| 2.  | Bleibt alles anders    | 4:42  |
| 3.  | Fanatisch              | 4:06  |
| 4.  | Letzte Version         | 4:49  |
| 5.  | Ich dreh’ mich um dich | 4:43  |
| 6.  | Energie                | 4:06  |
| 7.  | Neue Welt              | 5:14  |
| 8.  | Selbstmitleid          | 2:43  |
| 9.  | Stand der Dinge        | 4:23  |
| 10. | Reines Herz            | 4:37  |
| 11. | Schmetterlinge im Eis  | 6:31  |

## Rezeption
Stefan Weber von monstersandcritics nannte das Album einen „experimentellen Flirt mit elektronischen Mitteln“.

### Chartplatzierungen

#### Album
| Jahr | Titel               | Höchstplatzierung, Gesamtwochen, AuszeichnungChartplatzierungen (Jahr, Titel, Platzierungen, Wochen, Auszeichnungen, Anmerkungen) | Höchstplatzierung, Gesamtwochen, AuszeichnungChartplatzierungen (Jahr, Titel, Platzierungen, Wochen, Auszeichnungen, Anmerkungen) | Höchstplatzierung, Gesamtwochen, AuszeichnungChartplatzierungen (Jahr, Titel, Platzierungen, Wochen, Auszeichnungen, Anmerkungen) | Anmerkungen                                              |
| Jahr | Titel               | DE | AT | CH | Anmerkungen                                              |
| ---- | ------------------- | --- | --- | --- | -------------------------------------------------------- |
| 1998 | Bleibt alles anders | DE1 (57 Wo.)DE | AT1 (16 Wo.)AT | CH3 (20 Wo.)CH | Erstveröffentlichung: 17. April 1998 Verkäufe: + 810.000 |

#### Singles
| Jahr | Titel                  | Höchstplatzierung, Gesamtwochen, AuszeichnungChartplatzierungen (Jahr, Titel, , Platzierungen, Wochen, Auszeichnungen, Anmerkungen) | Höchstplatzierung, Gesamtwochen, AuszeichnungChartplatzierungen (Jahr, Titel, , Platzierungen, Wochen, Auszeichnungen, Anmerkungen) | Höchstplatzierung, Gesamtwochen, AuszeichnungChartplatzierungen (Jahr, Titel, , Platzierungen, Wochen, Auszeichnungen, Anmerkungen) | Anmerkungen                        |
| Jahr | Titel                  | DE | AT | CH | Anmerkungen                        |
| ---- | ---------------------- | --- | --- | --- | ---------------------------------- |
| 1998 | Bleibt alles anders    | DE25 (13 Wo.)DE | AT16 (11 Wo.)AT | CH36 (6 Wo.)CH | Erstveröffentlichung: 2. März 1998 |
| 1998 | Letzte Version         | DE79 (9 Wo.)DE | — | — | Erstveröffentlichung: 5. Juni 1998 |
| 1999 | Ich dreh’ mich um Dich | DE79 (6 Wo.)DE | — | — | Erstveröffentlichung: 31. Mai 1999 |

#### Auszeichnungen für Musikverkäufe
| Land/Region        | Auszeichnungen für Musikverkäufe (Land/Region, Auszeichnung, Verkäufe) | Verkäufe |
| ------------------ | ---------------------------------------------------------------------- | -------- |
| Deutschland (BVMI) | 3× Gold                                                                | 750.000  |
| Österreich (IFPI)  | Platin                                                                 | 50.000   |
| Schweiz (IFPI)     | Platin                                                                 | 50.000   |
| Insgesamt          | 1× Gold · 3× Platin ·                                                  | 850.000  |